# Hjalmar Degerstedt
Carl Hjalmar Degerstedt, född 27 augusti 1885 i Skellefteå, död 30 november 1968 i Oxelösund, var en svensk kooperatör.
Hjalmar Degerstedt var son till grovarbetaren Anton Degerstedt. Han genomgick folkskola och fick därefter anställning i detaljhandeln och blev 1900 föreståndare för Östersunds kooperativa förbunds handelsförening, 1915 resande för Kooperativa förbundets försäljningskontor i Gävle och 1916 revisor för Norrland i Kooperativa förbundets revisionsavdelning samt 1918 föreståndare för Kooperativa förbundets försäljningskontor i Sundsvall. Åren 1928–1932 organiserade och ledde han Svenska hushållsföreningen, som var en stödorganisation för konsumtionsföreningen, och genom vars verksamhet Degerstedt fick ett stort inflytande över standardhöjningen inom de kooperativa företagen. Degerstedt tillhörde från 1932 Kooperativa förbundets styrelse, blev 1934 chef för förbundets revisionsavdelning, 1938 chef för dess organisationsavdelning, och 1941 chef för livsmedelsavdelningen. 
Degerstedts kunskaper togs i anspråk för flera offentliga uppdrag. hHn var 1938–1941 medlem av livsmedelslagstiftningssakkunniga, var från 1940 styrelseledamot i Statens sockernämnd och ledamot av Statens priskontrollnämnds råd samt från 1941 styrelseledamot i Svenska spannmåls AB samt ledamot av Statens livsmedelskommissions råd. Från 1938 var han styrelseledamot i AB Aerotransport. Degerstedt är begravd på Skogskyrkogården i Stockholm.